# Монсон Діарра
Монсон Діарра (*д/н–1808) — 5-й фаама (володар) імперії Сегу в 1790—1808 роках.

## Життєпис
Походив з династії Нголосі. Син фаами Нголо Діарри. Після смерті батька 1790 року успадкував владу й титул. Втім проти нього повстав брат Ніанакоро. Але у вирішальній битві завдав поразки брату та його союзнику Дессе Коро, фааму Каарти, якого повалив, поставивши на трон Мусу Коро. Останній визнав зверхність імперії Сеґу.
Після цього доклав зусилля для відновлення міст та господарства, що постраждали внаслідок внутрішньої війни. Зміцнившись, Монсон Діарра поновив активну зовнішню політику, підпорядкувавши державу мосі Вогодого — на сході, державу Гему — на півночі. За цим змусив туарегів, що контролювали Тімбукту визнати свою владу, зобов'язавши сплачувати данину. Близько 1800 року встановив міцну владу в області тімбукту, а в самому місті встановив власну залогу. В результаті став наймогутнішим володарем у внутрішній долині Нігеру.
Наприкінці панування почав війну проти Бассі Діакіте, володаря Саман'яни, але Монсон Діарра помер під час військової кампанії. Йому спадкував син Да Діарра.